# Pevnost an-Nachal
Pevnost an-Nachal je rozsáhlá pevnost na Arabském poloostrově, v guvernorátu Jižní al-Batína v Ománu. Byla vybudována v 17. století, za vlády Imáma Saída bin Sultána. V letech 1988 až 1990 byla architektem Abou Ajmanem kompletně zrekonstruovaná.